# Mamjeg
Mamjeg (del ruso: Мамхег) es un jútor del raión de Shovguénovski en la república de Adiguesia de Rusia. Está situado en la orilla izquierda del río Fars, frente a Jakurinojabl, 46 km al nordeste de Maikop, la capital de la república. Tenía 2 011 habitantes en 2010
Es centro administrativo del municipio Mamjegskoye.

## Historia
El aul fue fundado en 1864, poblado con población de la subetnia adigué mamjeg, trasladada aquí desde la desembocadura del Kurdzhips en el Bélaya, en los alrededores de la actual Maikop. Inialmente fue denominado Patokai por el linaje principesco de los Patokovyj. A inicios del siglo XX era denominado Mamjegovskoye.